# Championnat du Pérou de football 1929
Navigation
Saison précédente Saison suivante
La saison 1929 du championnat du Pérou de football est la deuxième édition (officielle) du championnat de première division au Pérou. Treize clubs sont regroupées au sein d'une poule unique où chaque équipe rencontre ses adversaires une seule fois. En fin de saison, pour permettre le passage de la Primera Division de treize à douze équipes, les deux derniers du classement sont relégués et remplacés par le champion de Segunda Division, la deuxième division péruvienne.
C'est le club de la Federación Universitaria qui remporte la compétition après avoir terminé en tête du classement final, avec un seul point d'avance sur le Circolo Sportivo Italiano et deux sur Hidroaviacion, un des promus de deuxième division. C'est le tout premier titre de champion du Pérou de l'histoire du club.

Pour une raison inconnue, le tenant du titre, Alianza Lima, est exclu de la compétition après la 7e journée. Tous les résultats le concernant sont annulés mais l'équipe n'est pas reléguée à l'issue de la saison.

## Les clubs participants
| - Alianza Lima - Atletico Chalaco - Sportivo Tarapacá Ferrocarril - Sportivo Union - Sporting Alianza Chorrillos - Sporting Tabaco - Promu de Segunda Division | - Sport Progreso - Federación Universitaria - Circolo Sportivo Italiano - Ciclista Lima - Unión Buenos Aires - Hidroaviacion - Promu de Segunda Division - Jorge Chávez No. 1 |

## Compétition
Le barème utilisé pour établir le classement est le suivant :
- Victoire : 2 points
- Match nul : 1 point
- Défaite : 0 point

### Classement
| Rang | Équipe                        | Pts | J  | G | N | P  | Bp | Bc | Diff |
| ---- | ----------------------------- | --- | -- | - | - | -- | -- | -- | ---- |
| 1    | Federación Universitaria      | 17  | 11 | 7 | 3 | 1  | 26 | 6  | +20  |
| 2    | Circolo Sportivo Italiano     | 16  | 11 | 6 | 4 | 1  | 26 | 23 | +3   |
| 3    | Hidroaviación (P)             | 15  | 11 | 6 | 3 | 2  | 20 | 8  | +12  |
| 4    | Sportivo Tarapacá Ferrocarril | 15  | 11 | 7 | 1 | 3  | 26 | 19 | +7   |
| 5    | Ciclista Lima                 | 13  | 11 | 6 | 1 | 4  | 19 | 13 | +6   |
| 6    | Sporting Tabaco (P)           | 11  | 11 | 3 | 5 | 3  | 23 | 16 | +7   |
| 7    | Sport Progreso                | 11  | 11 | 4 | 3 | 4  | 19 | 23 | -4   |
| 8    | Unión Buenos Aires            | 10  | 11 | 2 | 6 | 3  | 17 | 19 | -2   |
| 9    | Sportivo Unión                | 9   | 11 | 3 | 3 | 5  | 11 | 22 | -11  |
| 10   | Atletico Chalaco              | 8   | 11 | 3 | 2 | 6  | 15 | 15 | 0    |
| 11   | Jorge Chávez No. 1            | 7   | 11 | 2 | 3 | 6  | 14 | 16 | -2   |
| 12   | Sporting Alianza Chorrillos   | 0   | 11 | 0 | 0 | 11 | 8  | 44 | -36  |
| —    | Alianza Lima (T)              | 12  | 7  | 5 | 2 | 0  | 0  | 0  | 0    |

|  | Champion du Pérou 1929                                |
|  | Relégation en Segunda Division                        |
|  | (T) : Tenant du titre (P) : promu de Segunda Division |

## Bilan de la saison
| Championnat du Pérou de football 1929 |                                      |
| Champion                              | Federación Universitaria (1er titre) |
| Promotions et relégations             |                                      |
| Promus en Primera División            | Lawn Tennis                          |
| Relégués en Segunda División          | Jorge Chávez No. 1                   |
| Relégués en Segunda División          | Sporting Alianza Chorrillos          |